# Zoo Augsburg
De dierentuin van Augsburg of Zoo Augsburg (volledig Zoologischer Garten Augsburg GmbH) is een dierentuin in de Duitse stad Augsburg. De dierentuin is 22 hectare groot en huisvest ongeveer 240 diersoorten, waaronder veel bedreigde diersoorten. De dierentuin ligt binnen de stadsgrenzen aan de noordrand van het Siebentischwald.

## Geschiedenis
De huidige dierentuin van Augsburg werd in 1937 geopend als Park der Deutschen Tierwelt. Na de Tweede Wereldoorlog werd de dierentuin aangevuld met exotische dieren en kreeg het zijn huidige naam.

### Eerste ervaringen
De eerste zoölogische ervaringen van Augsburg dateren uit 802, toen Duitsland een Indische olifant genaamd Abul Abbas ontving als geschenk van kalief Haroen ar-Rashid aan keizer Karel de Grote. De olifant reisde te voet van Aken naar Augsburg. Later werd Abul Abbas, inmiddels 40 jaar oud, ook ingezet als oorlogsolifant tegen de Deense koning Göttrik , maar het dier liep longontsteking op bij het oversteken van de Rijn, wat tot zijn dood leidde.
Ter gelegenheid van de kroning van keizer Frederik II van Hohenstaufen in 1220 werd in Augsburg een dierententoonstelling gehouden, de zogenaamde reizende dierentuin.
In 1410 werden zes herten losgelaten in de stadsgracht tussen de Rode Poort en de huidige Königsplatz , zodat de inwoners van Augsburg ze konden observeren. Eeuwenlang diende de "Hirschgraben" als een plek voor groot wild. Hoge boetes beschermden de herten tegen stropers. In 1796 werden de daar levende herten doodgeschoten door de Fransen die Augsburg hadden bereikt tijdens de Eerste Coalitieoorlog.
In 1902 richtten leden van de City Garden Association een kleine dierentuin op in de stadstuin ten zuiden van het stationsterrein. Naast een berenverblijf en een apenverblijf (beide ontworpen door Jean Keller) omvatte deze dierentuin ook verblijven en volières voor andere diersoorten. Dierenwelzijnsorganisaties bekritiseerden in 1913 de slechte omstandigheden van de dieren, en in 1914 werd de dierentuin definitief gesloten.

### Huidige dierentuin
In 1937 werd de huidige dierentuin geopend als Park der Deutschen Tierwelt. Aanvankelijk was de dierentuin gericht op Duitse fauna in navolging van het nazi-tijdperk. Een geplande uitbreiding naar het oosten met een typisch Zwabische boerderij werd nooit gerealiseerd. Geallieerde bombardementen tussen 1943 en 1945 zorgde ervoor dat de dierentuin zwaar beschadigd raakte en dat de dierentuin moest sluiten. Pas in 1947 mocht het publiek de dierentuin weer betreden. In een enquête gaven de inwoners van Augsburg aan dat ze graag exotische diersoorten in de dierentuin wouden hebben, wat ervoor zorgde dat in 1953 de dierentuin werd omgevormd en vanaf toen diersoorten uit heel de wereld verwelkomde. De dierentuinleiding heeft zich ten doel gesteld om, binnen de grenzen van haar mogelijkheden, een beschermend toevluchtsoord te creëren voor bedreigde vogels en zoogdieren in hun natuurlijke habitat. Anno 2025 herbergt de dierentuin meer dan 1200 dieren van ongeveer 240 diersoorten en doet het mee aan 18 fokprogramma's van de EEP en is stamboekhouder van de magelhaenpinguïn.

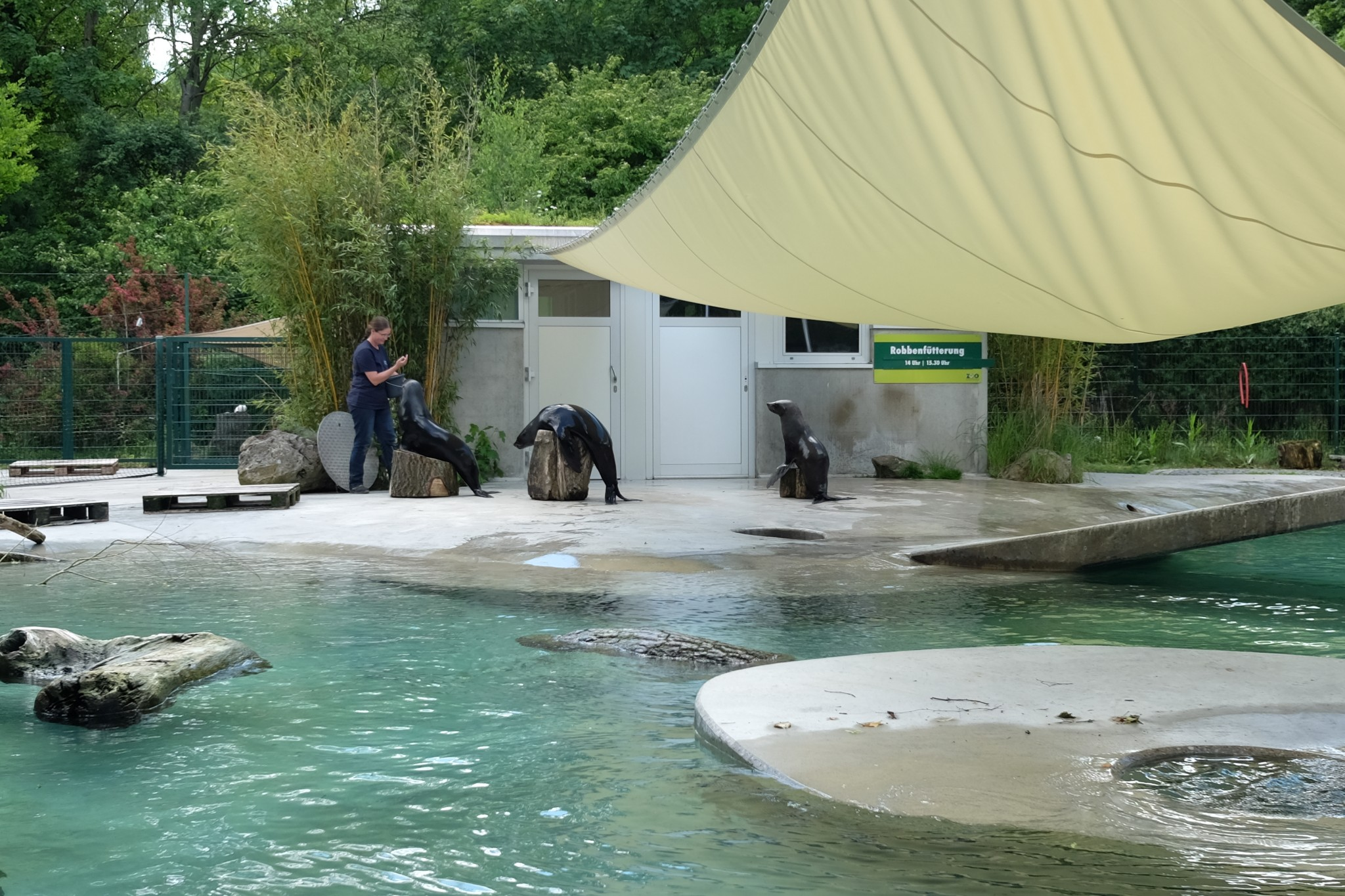
Zuid-Afrikaanse pelsrobben
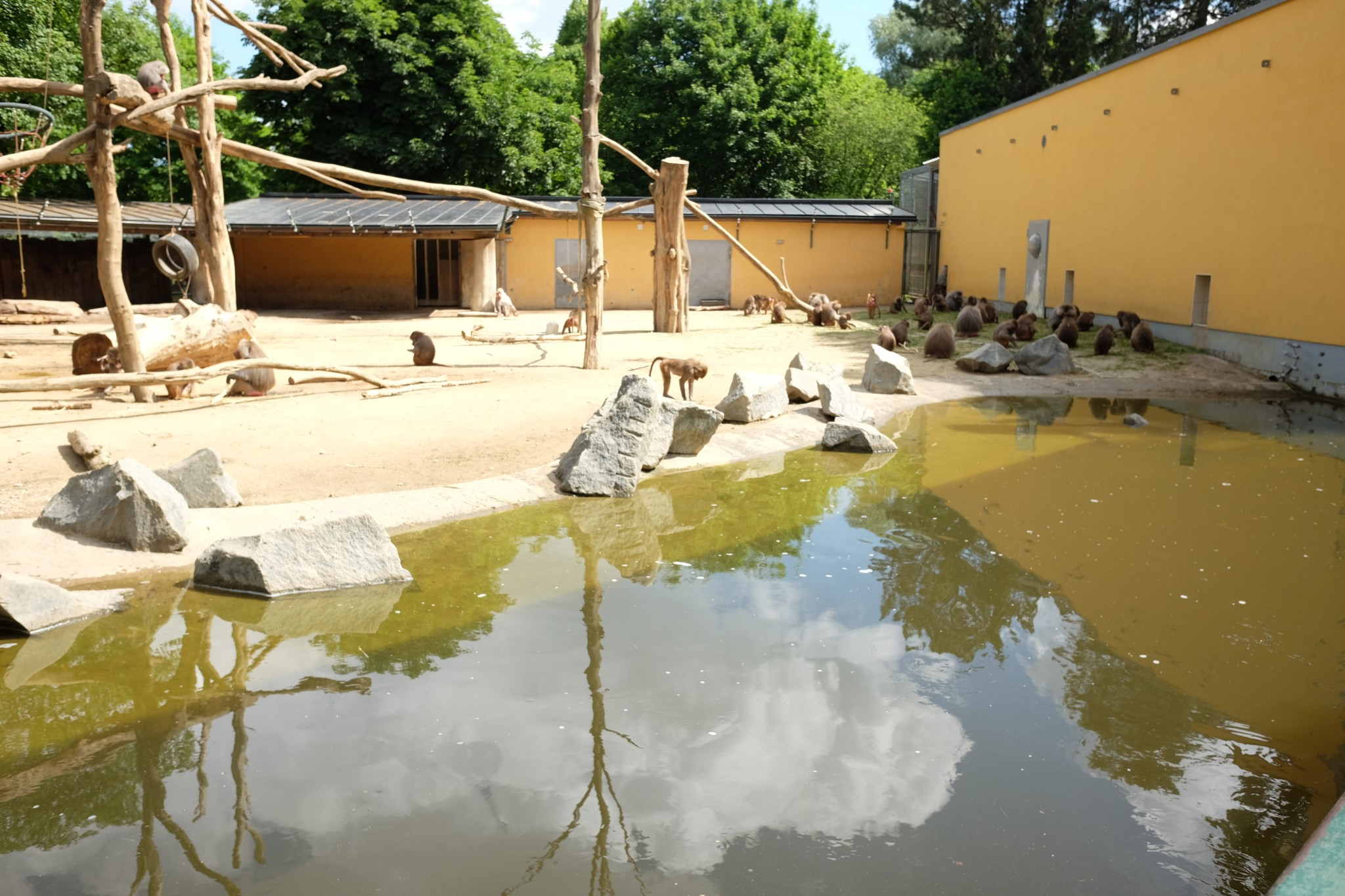
Mantelbavianen
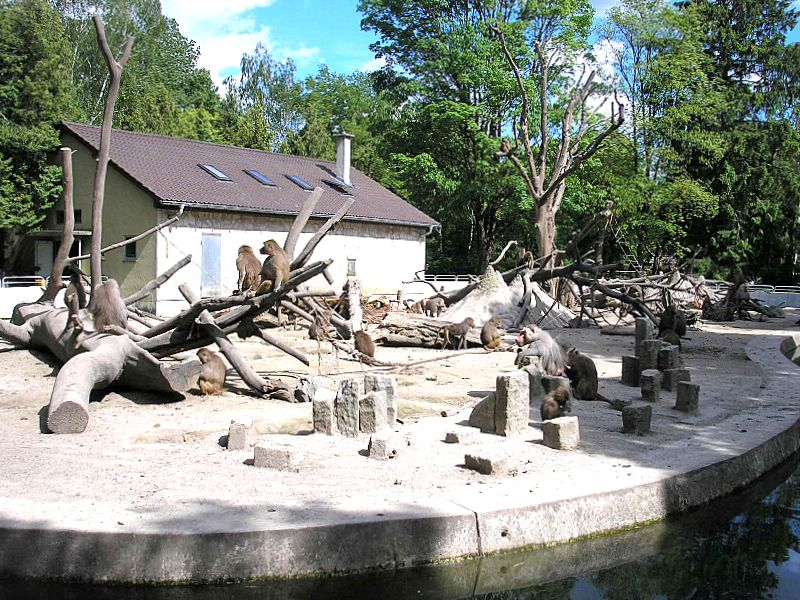
Voormalig bavianenverblijf
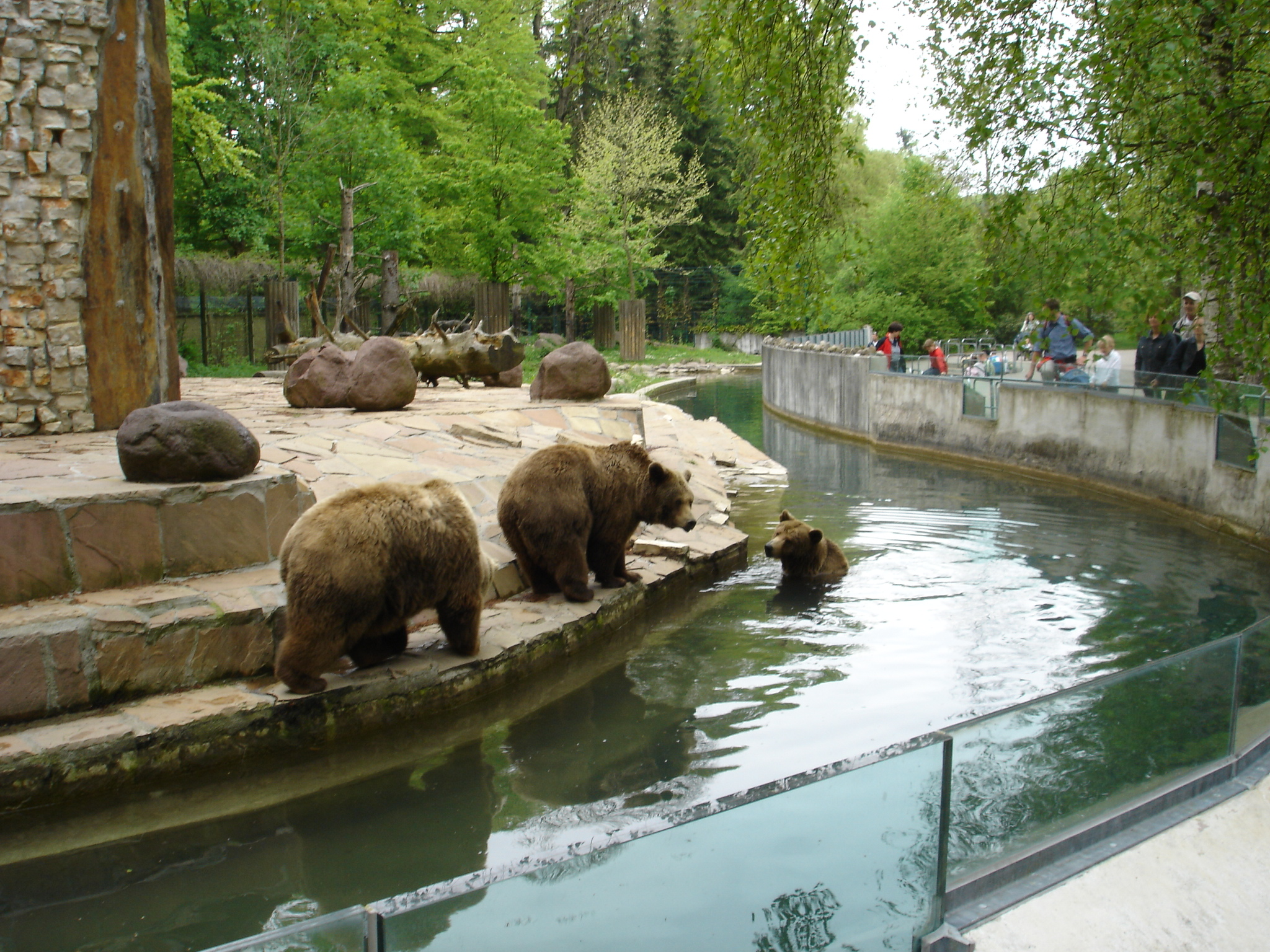
Berenverblijf in 1999